# Gerard Crole
Gerard Bruce Crole (ur. 7 czerwca 1894 w Edynburgu, zm. 31 marca 1965 w Aberdeen) – szkocki as myśliwski okresu I wojny światowej. Wygrał pięć pojedynków powietrznych. Sportowiec.

## Życiorys
Ukończył studia na wydziale prawa Uniwersytetu Oksfordzkiego w 1914 roku. Po wybuchu wojny służył w armii w 2nd Dragoon Guards. Po przeniesieniu do lotnictwa został przydzielony do eskadry myśliwskiej No. 40 Squadron RAF na początku lata 1917 roku.
Pierwsze  zwycięstwo powietrzne odniósł 25 czerwca 1917 roku nad niemieckim samolotem Albatros D.V. Piąte zwycięstwo dające mu tytuł asa odniósł 23 sierpnia. We wrześniu został przeniesiony do No. 43 Squadron RAF, gdzie został mianowany dowódcą klucza. 22 listopada 1917 roku w czasie walki powietrznej z początkującym wówczas pilotem niemieckiej eskadry Jasta 5 Fritzem Rumeyem, jego samolot został zestrzelony, a sam Gerard Crole dostał się do niewoli niemieckiej, w której przebywał do końca wojny.
Po zakończeniu wojny Gerard Crole powrócił do Oxfordu, występował w barwach reprezentacji uniwersytetu w krykieta. W 1920 roku został powołany do reprezentacji Szkocji. W jej barwach rozegrał jeden trzydniowy mecz z reprezentacją Irlandii. Został także powołany do reprezentacji Szkocji w rugby union, w której rozegrał cztery spotkania w ramach Pucharu Pięciu Narodów 1920.
Po zakończeniu krótkiej kariery sportowej, został adwokatem.  Zmarł w Aberdeen 31 marca 1965 roku.

## Odznaczenia
- Military Cross[3]
- Oficer Order Nilu[4].